# Wesele w Ojcowie
Wesele w Ojcowie – polski balet narodowy w jednym akcie. Prapremiera odbyła się w Teatrze Narodowym w Warszawie 14 marca 1823.
- Libretto: Bonawentura Kudlicz.
- Muzyka: Karol Kurpiński i Józef Damse (wg motywów z wodewilu Krakowiacy i Górale)
- Choreografia: Julia Mierzyńska i Maurice Pion.Scena z baletu Wesele w Ojcowie – drzeworyt (1870)

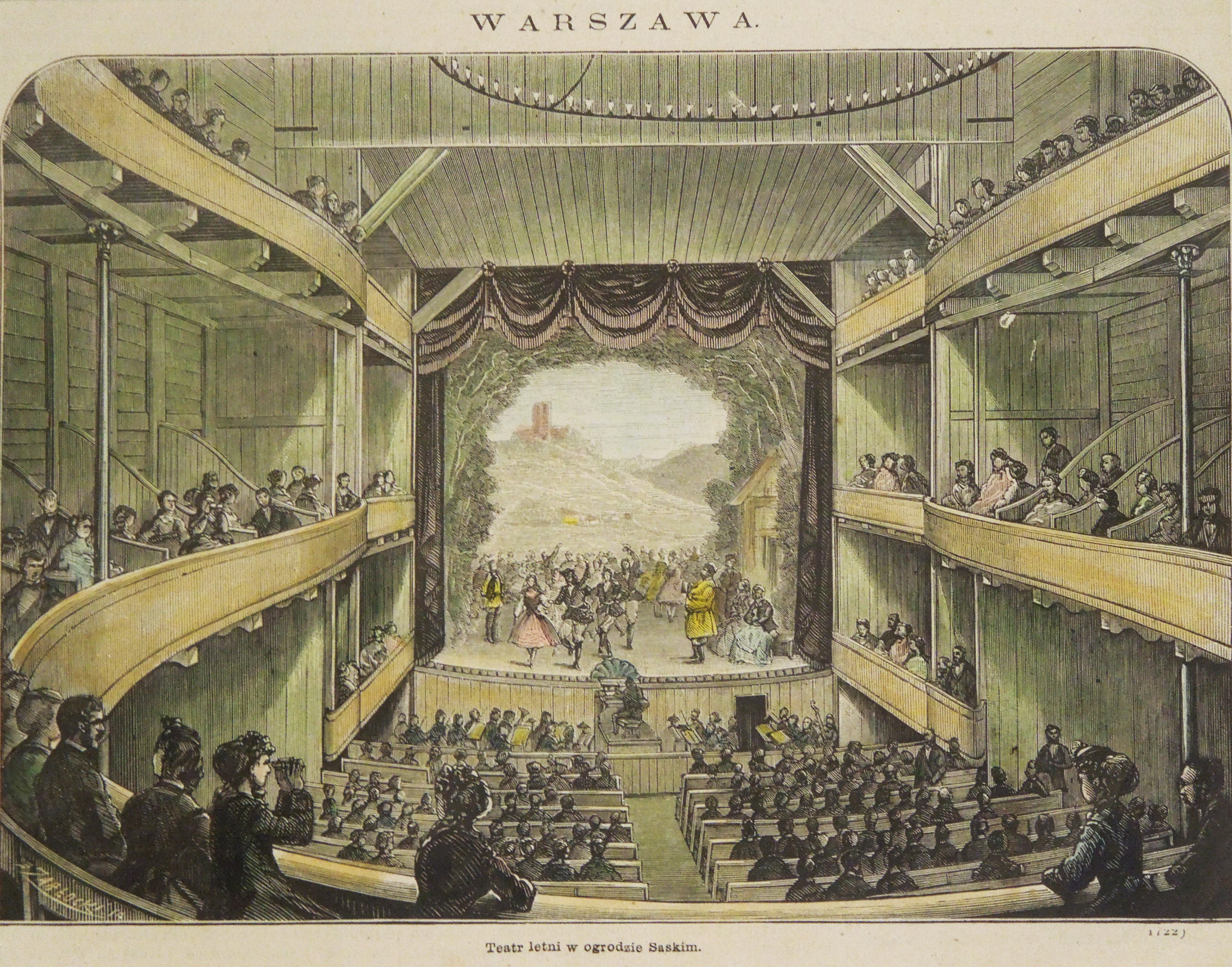
Scena z baletu Wesele w Ojcowie – drzeworyt (1870)

## Treść
Miejscem akcji jest podkrakowska wieś w okolicach Ojcowa. Przedstawione zostało wesele młodej pary: Zośki i Szczepana urządzone zgodnie z tradycjami regionu. Wesele stało się okazją do pokazania na scenie polskich tańców i strojów.